# Грушча
Грушча је насељено место у Босни и Херцеговини у општини Коњиц у Херцеговачко-неретванском кантону које административно припада Федерацији Босне и Херцеговине. Према попису становништва из 1991. у насељу је живјело 370 становника.

## Становништво
По последњем службеном попису становништва из 1991. године, у насељу Грушча живело је 370 становника. Становници су претежно били Муслимани.
| Националност | 1991.        | 1981. | 1971. |
| Муслимани    | 359 (97,03%) |       |       |
| Срби         | 11 (2,97%)   |       |       |
| Укупно       | 370          |       |       |